# 良岑恒則
良岑 恒則（よしみね の つねのり、生没年不詳）は、平安時代初めごろの貴族。別名・椋橋恒則。良岑玄理の嫡子で、良岑美並の父である。

## 人物
恒則は、尾張国丹羽郡の郡司・良岑玄理の子に生まれる。恒則の子孫である良岑高成（上総守）は、良岑氏流前野氏の始祖・前野高長の父である。高成の娘で高長の妹にあたる人物は平忠盛の側室となり、平忠度を生んだとされている。良岑氏は桓武天皇と百済永継の子である良岑安世を祖とする氏族 で、種別としては皇別に分類される。本貫は山城国で、後裔には児玉丹羽氏や良岑氏流前野氏などがある。この恒則は良岑安世の曾孫にあたる。

## 系譜
- 父：良岑玄理
- 母：外従五位下　尾張清海の娘
- 妻：不詳
  - 男子：良岑良世
  - 男子：良岑美並